# Charles Lecocq (compositeur)
Pour les articles homonymes, voir Lecocq et Charles Lecocq.
Charles Lecocq est un compositeur français d'opérettes, opéras bouffes et opéras-comiques, né le 3 juin 1832 à Paris où il est mort le 24 octobre 1918.

## Biographie
Né dans une famille pauvre (son père grattait des copies d'exploits ou de jugements au Tribunal de commerce de la Seine et cinq enfants vivaient du produit de ce travail dans un petit logis de la montagne Sainte-Geneviève puis dans l'île Saint-Louis à Paris), Charles Lecocq fut atteint dès son enfance de tuberculose coxo-fémorale, ce qui l'obligea à utiliser des béquilles toute sa vie. Doué des meilleures dispositions musicales, il donnait dès l'âge de 16 ans des leçons et gagnait sa vie.
Il étudie au Conservatoire de Paris, en même temps que Georges Bizet, auprès de Jacques Fromental Halévy et de François Bazin. Il aborde le genre de l'opérette à l'occasion d'un concours organisé en 1856 par Offenbach, dont il remporte le 1er prix ex æquo avec Bizet. Ceci détermine sa carrière, qu’il consacre dès lors à ce genre léger et divertissant alors très à la mode. Il débute avec Le Docteur Miracle (1857).
Il obtient son plus grand succès en 1872 avec La Fille de Mme Angot, qui reste aujourd’hui une des œuvres les plus représentées du répertoire lyrique. On distingue encore Giroflé-Girofla (1874), La Petite Mariée (1875) ou Le Petit Duc (1878).
Il meurt en 1918 au no 59 boulevard Exelmans (16e arrondissement de Paris).

## Œuvres
- 1857 : Le Docteur Miracle, livret de Léon Battu et Ludovic Halévy, Bouffes-Parisiens, Paris
- 1859 : Huis-Clos, livret d’Adolphe Guénée et E. Marquet, Folies-Nouvelles, Paris
- 1864 : Le Baiser à la porte, livret de Jules de la Guette, Folies-Marigny, Paris
- 1864 : Liline et Valentin, livret de Jules de la Guette, Folies-Marigny
- 1865 : Les Ondines au champagne, livret de Hippolyte Lefèbvre, Jules Pélissié et Merle, Folies-Marigny
- 1866 : Le Myosotis, livret de A. de Noé et William Busnach, Palais-Royal, Paris
- 1867 : Le Cabaret de Ramponneau, livret de Jules Le Sire et Amédée Boudin, Paris, Folies-Marigny
- 1868 : L'Amour et son carquois, livret de A.J.R. Delbès et E. Marquet, Paris, Athénée-Comique, Paris
- 1868 : Les Jumeaux de Bergame, livret de William Busnach, Paris, Athénée-Comique
- 1868 : Le Carnaval d'un merle blanc, livret de Henri Chivot et Alfred Duru, Palais-Royal
- 1868 : Fleur-de-thé[5], livret de Henri Chivot et Alfred Duru, Paris, Athénée-Comique
- 1869 : Gandolfo, livret de Henri Chivot et Alfred Duru, Bouffes-Parisiens
- 1869 : Deux portières pour un cordon, livret de Lucian et Hippolyte Lefebvre, Palais-Royal
- 1869 : Le Rajah de Mysore, livret de Henri Chivot et Alfred Duru, Bouffes-Parisiens
- 1870 : Le Beau Dunois, livret de Henri Chivot et Alfred Duru, Variétés, Paris
- 1871 : Le Testament de M. de Crac, livret de Jules Moinaux, Bouffes-Parisiens
- 1871 : Le Barbier de Trouville, livret d’Adolphe Jaime fils et Jules Noriac, Bouffes-Parisiens
- 1871 : Sauvons la caisse, livret de Jules de la Guette, Tertulia, Paris
- 1872 : Les Cent Vierges[6], livret de Clairville, Henri Chivot et Alfred Duru, Fantaisies-Parisiennes, Bruxelles, puis Variétés, Paris
- 1872 : La Fille de Mme Angot, livret de Louis-François Clairville, Victor Koning et Paul Siraudin, Fantaisies-Parisiennes, Bruxelles puis Folies-Dramatiques, Paris (1873)
- 1873 : Le Fils de Mme Angot, livret de G. Dorfeuil, Gaîté-Montparnasse, Paris
- 1874 : La Résurrection de la mère Angot, livret de Louis-François Clairville, Folies-Dramatiques
- 1874 : Giroflé-Girofla, livret d'Eugène Leterrier et Albert Vanloo, Fantaisies-Parisiennes, Bruxelles puis Renaissance, Paris
- 1874 : Les Prés Saint-Gervais[7], livret de Victorien Sardou et Philippe Gille, Variétés
- 1875 : La Petite Mariée, livret d'Eugène Leterrier et Albert Vanloo, Renaissance
- 1875 : Le Pompon, livret de Henri Chivot et Alfred Duru, Folies-Dramatiques
- 1876 : Kosiki, livret de William Busnach et Armand Liorat, Renaissance
- 1877 : La Marjolaine, livret d’Eugène Leterrier et Albert Vanloo, Renaissance
- 1878 : La Camargo[8], livret d'Eugène Leterrier et Albert Vanloo, Renaissance
- 1878 : Le Petit Duc[9], livret d'Henri Meilhac et Ludovic Halévy, Renaissance
- 1879 : La Petite Mademoiselle[10], livret d'Henri Meilhac et Ludovic Halévy, Renaissance
- 1879 : Le Grand Casimir, livret de Jules Prével et Albert de Saint-Albin, Variétés
- 1879 : La Jolie Persane, livret d’Eugène Leterrier et Albert Vanloo, Renaissance
- 1880 : L'Arbre de Noël avec Georges Jacobi, livret d’Arnold Mortier, Eugène Leterrier et Albert Vanloo, Porte-Saint-Martin, Paris
- 1881 : Janot, livret d'Henri Meilhac et Ludovic Halévy, Renaissance
- 1881 : La Roussotte, avec Hervé et Marius Boulard, livret de Albert Millaud, Henri Meilhac et Ludovic Halévy, Variétés
- 1881 : Le Jour et la Nuit, livret d'Eugène Leterrier et Albert Vanloo, Nouveautés, Paris
- 1882 : Le Cœur et la Main, livret de Charles Nuitter et Alexandre Beaumont, Nouveautés
- 1883 : La Princesse des Canaries[11], livret d'Henri Chivot et Alfred Duru, Folies-Dramatiques
- 1884 : L'Oiseau bleu, livret d’Henri Chivot et Alfred Duru, Nouveautés
- 1885 : La Vie mondaine, livret d’Émile de Najac et Paul Ferrier, Nouveautés
- 1885 :  6 Fables de Jean de La Fontaine, Le Renard et les Raisins, Le Corbeau et le Renard, La Grenouille qui se veut faire aussi grosse que le bœuf, Le Loup et l'Agneau, La Cigale et la Fourmi, Le Savetier et le Financier.
- 1886 : Plutus, livret d'Albert Millaud et Gaston Jollivet, Opéra-Comique, Paris
- 1887 : Les Grenadiers de Mont-Cornette, livret de Louis Péricaud, Lucien Delormel et Édouard Philippe, Bouffes-Parisiens
- 1887 : Ali-Baba, livret d'Albert Vanloo et William Busnach, Alhambra, Bruxelles puis Éden-Concert, Paris (1889)
- 1888 : La Volière, livret de Charles Nuitter et Alexandre Beaume, Nouveautés
- 1890 : L'Égyptienne, livret d'Henri Chivot, Charles Nuitter et Alexandre Beaume, Folies-Dramatiques
- 1894 : Nos bons chasseurs, livret de Paul Bilhaud et Michel Carré, Nouveau-Théâtre, Paris
- 1896 : Ninette, livret de Charles Clairville fils, Charles Hubert, G. Lebeaut et Christian de Trogoff, Bouffes-Parisiens
- 1897 : Ruse d'amour, livret de Stéphane Bordèse, Bodinière, Paris
- 1898 : Barbe-Bleue, livret de R. de Saint-Geniès, Olympia, Paris
- 1900 : La Belle au bois dormant, livret de Georges Duval et Albert Vanloo, Bouffes-Parisiens
- 1903 : Yetta, livret de Fernand Beissier, Galeries Saint-Hubert, Bruxelles
- 1904 : Rose-Mousse, livret d'André Alexandre et Peter Carin, Capucines, Paris
- 1905 : La Salutiste, livret de Fernand Beissier, Capucines
- 1910 : La Trahison de Pan, livret de Stéphane Bordèse, théâtre du Cercle, Aix-les-Bains
- 1914 : Miousic, avec Rodolphe Berger, Charles Cuvillier, Jules Erlanger, Henri Hirschmann, Louis Lecombe, Xavier Leroux, André Messager, Willy Redstone et Paul Vidal, livret de Paul Ferrier, Olympia, Paris

Non-représentés
- Le Chevrier, livret de Charles Narrey et Michel Carré
- Don Japhet d'Arménie, livret de Guillot de Saix et Michel Carré
- Los Picaros
- Ma cousine d'après Scarron
- Renza